# Тугрул
Тугрул, Тогрул, (перс. طغرل) или пуним именом Абу Талиб Мухамед Тугрул ибн Микаил (перс. ابوطالبْ محمد طغرل بن میکائیل; Евроазијска степа, око 990 — Рај, 4. септембар 1063) био је вођа (бег) Турака и први султан Селџучког царства (1037—1063).
Тугрул је окупио турска племена из средње Азије у племенски савез назван по свом деди Селџуку. После рата са Газнавидима, племенски савез је успоставио контролу над Иранском висоравни и Тугрул је узео титулу султана, оснивајући Селџучко царство. Посебно је било значајно Тугрулово заузимање Багдада 1055. године при чему му је абасидски калиф симболично предао политичку власт и признао његово сизеренство. На тај начин се Селџучко царство још током владавине свог оснивача изборило за првенство у муслиманском свету.

## Порекло и младост
Тугрул је рођен око 990. године у Евроазијским степама као син туркијског вође Микаила. Микаил је био син Селџука, који је водио порекло из племенског савеза Огуз Турака и био оснивач Селџучке династије. Поред имена Тугруловог оца, имена његових стричева: Израел, Мојсије и Јона, указују на то да су Селџуци првобитно били хришћани, можда чак и Јевреји. Иако су време и околности њиховог преласка у ислам нејасни, очигледно им је било тешко да се држе мањинске религије у муслиманском окружењу, а да не изгубе покорност својих поданика.
Око 1020. године, Тугрул је дошао на чело једног дела селџучког племена. У том периоду Селџукови потомци су ратовали као најамници у служби Караканидског каната са седиштем у Бухари. Када су Караканиде поразили Газнавиди под вођством Махмуда, Тугрул је побегао у Харезм. Селџуков унук је вешто променио страну у прикладном тренутку и 1034. године ступио у службу побуњеног газнавидског управник Харезма. Међутим, када је 1035. године нови управник одбио услуге туркијских плаћеника, дошло је до отвореног рата. У бици код Нисе удружене снаге Селџука победиле су газнавидску војску. Газнавидски султан Масуд I био је приморан да попусти доделивши Тугрулу и његовом брату Чагрију положаје гувернера, титуле дехкана и поседе.

## Султан

### Освајање Персије
Користећи нестабилност Газнавидског царства, Селџуци су убрзо наставили ратовање и освојили низ газнавидских градова као што су Нишапур, Мерв, Бухара и Балх. После низа победа, Тугрул је 1037. године у Нишапуру узео титулу султана, попут газнавидских владара. Овим чином основано је Селџучко царство и Нишапур је постао његова прва престоница. Године 1040. Тугрул и Чагри су нанели тежак пораз бројчано надмоћним Газнавидима у бици код Данданакана, потиснувши их из Персије. Тугрул се потом окренуо освајању територија Иранске висоравни, док је Чагрија оставио да управља Хорасаном. Године 1043. освојио је Рај и пренео тамо своју престоницу. Привукао је на своју страну старо персијско племство, постављајући их на највише положаје у држави, па је освајање већине Иранске висоравни било заршено већ 1044. године.

### Сукоби са Византијом
Тугрула је освајање Персије довело до граница Византијског царства. Први сукоби између овог Селџучког царства и Византије, толико судбоносни за ову потоњу, тако падају баш за време његове владавине. Године 1046. Тугрулове трупе извршиле су пљачкашки упад на територију ове државе. Упад је био малог обима и Турци су се брзо повукли из Јерменије, не наносећи озбиљнију штету. Међутим, током 1048. године знатно бројнија група Турака продрла је кроз источне византијске границе и заузела богати погранични град Арце. Византијски цар Константин IX Мономах је против њих упутио војску од око 50.000 људи, која је била потпуно поражена у бици код Капетрона. Турци су заробили хиљаде људи, па чак и византијског заповедника. Отели су и хиљаде запрежних кола пуних хране и новца.
Цар Константин одлучио је да Тугрулу понуди мировни споразум. Ради постизања мира и ослобађања свих ратних заробљеника препустио је Селџуцима одређене источне делове свог царства. Такође, Тугрулу је послао богате дарове и, као гест пријатељства, обећао му да ће муслиманима бити омогућено да несметано обављају богослужења у Константинопољу. Тугрул је прихватио предлоге и вратио је заробљеног војсковођу.

### Заштитник калифа
На позив абасидског калифа Ел Каима, Тугрул је ушао у сукоб са Бујидима, који су фактички владали остацима калифата са центром у Багдаду. Године 1051. он је освојио Исфахан и пренео тамо своју престоницу, а 1055. године и сам Багдад. Освајање престонице исламског света представљало је круну његових дотадашњих успеха. У Тугрулово име исковани су новчићи и издата је заповест да се у његово име изговара хутба, то јест да се у свакодневним молитвама благосиља његова владавина. Селџучки султан је формално признао калифа за свог сизерена, калиф га је са своје стране признао за султана, крунисао дворогом круном и опасао га двама мачевима, као знак да му предаје власт над Истоком и Западом. Ово је био први пут да је од стране калифа призната титула султана, која од тада представља једну од најпрестижнијих у муслиманском свету. Да би јаче нагласио свој нови положај и власт над калифатом, Тугрул је добио и две нове титуле: „ал-Султан Рукн ал-Давла” (Стуб државе) и „Јамин Амир ал-Му’минин” (Десна рука заповедника верних). Тугрул је тако постао чувар Мухамедовог наслеђа, бранитељ ислама и фактички господар калифата.
Абасидски калиф је задржао део своје духовне власти, док је, истовремено, у потпуности био лишен сваке политичке моћи. Тугрул је постигао договор са њим да остане у Багдаду и да у њему настави да живи у миру уколико би и у молитвеним обредима који су били одржавани петком њега признавао за врховног султана и највиши ауторитет у муслиманском свету. До тада је свако помињање било кога осим калифа или његовог наследника у молитвеним обредима који су вршени петком представљао чин велеиздаје. Од сада ће се калиф молити за султана. Тиме је био окончан процес раздвајања духовне и политичке власти у Абасидском калифату.

### Нови сукоби
Покоривши Месопотамију и ставивши калифа под своју контролу, Тугрул је дошао до граница Фатимидског калифата. Како су Фатимиди били шиити, противници сунитских Абасида и како су и они претендовали на првенство у муслиманском свету, сукоб је био неизбежан. У самом Багдаду је дошло до побуне турских трупа предвођених Тугруловим побратимом Ибрахимом Јиналом, који је сматрао да није довољно награђен за свој допринос у претходним војним операцијама. Побуна је попримила велике размере због генералног незадовољства Турака што на највише положаје у држави нису постављани они него персијско племство. Ибрахим је чак ступио у контакт са Фатимидима и предао им Багдад 1058. године. Тугрул је на крају угушио побуну и повратио Багдад 1060. године, где је Ибрахима лично задавио тетивом од лука.
У међувремену, селџучки пљачкашки одреди су све више упадали у византијску Јерменију, а услед војне слабости Царства и у саму Малу Азију. Већ 1054. године један одред је продро до Трапезунта, нарушавајући мир са још увек живим царем Константином Мономахом. Страх који је постојао у Византији, додатно повећан Тугруловим освајањем Багдада, ескалирао је 1057. године падом цара Михаила VI Стратиотика и доласком на власт Исака Комнина, представника војног племства. Међутим, ни он ни његов наследник Константин X Дука нису посветили довољно пажње Турцима на истоку, који настављају да несметано упадају на византијске територије.

## Смрт и наследство
Тугрул је умро 4. септембра 1063. године у Рају. Сахрањен је у истом граду у гробници у облику торња, коју је подигао још 1039. године. Султан није оставио наследника, па се по његовој смрти повела борба за престо међу члановима Селџучке династије. Прво су се сукобили његови синовци, синови његовог брата Чагрија, Алп Арслан и Сулејман и победио је први. Алп Арсланову власт оспорио је Куталмиш, Тугрулов брат од стрица који се истакао у пређашњим походима. Уз помоћ Абу Али Хасана, управника Хорасана, Алп Арслан је савладао Куталмиша, који је при бегу погинуо. На тај начин Алп Арслан је остао једини султан и 27. априла 1064. године је и званично преузео престо Селџучког царства.